# La Légende de Rip Van Winkle
Pour plus de détails, voir Fiche technique et Distribution.
La Légende de Rip Van Winkle est un film de Georges Méliès sorti en 1905 au début du cinéma muet. C'est une adaptation libre de Rip Van Winkle de Washington Irving. 

## Synopsis
Un homme part en forêt pour fuir et, pris de fatigue, s'endort pour se réveiller vingt ans plus tard.